# Lisa Picard Is Famous
Lisa Picard is Famous, també coneguda com Famous, és una pel·lícula de comèdia dramàtica del 2000 dirigida per Griffin Dunne i escrita per Nat DeWolf i Laura Kirk. La pel·lícula és protagonitzada per Kirk, DeWolf, Dunne, Daniel London i un gran nombre d'actors famosos en cameos com ells mateixos.
La història de la pel·lícula tracta d'un documental que s'ha centrat en Lisa Picard ja que està al límit de l'estrellat. Es va projectar a la secció Un Certain Regard al 53è Festival Internacional de Cinema de Canes.

## Repartiment
- Laura Kirk com Lisa Picard
- Nat DeWolf com Tate Kelly
- Griffin Dunne com Andrew
- Daniel London com Boyfriend
- Cameos com ells mateixos:
  - Sandra Bullock
  - Carrie Fisher
  - Melissa Gilbert
  - Buck Henry
  - Spike Lee
  - Penelope Ann Miller
  - Charlie Sheen
  - Fisher Stevens
  - Mira Sorvino